# کلیوچیکی (استان آمور)
کلیوچیکی (به لاتین: Klyuchiki) یک منطقهٔ مسکونی در روسیه است که در استان آمور واقع شده‌است.